# Taki będę
Taki będę – trzeci studyjny album warszawskiego zespołu hip-hopowego Endefis. Płyta ukazała się 30 stycznia 2012 roku nakładem wytwórni muzycznej Prosto. Był to pierwszy album formacji po sześcioletniej przerwie w działalności. Goście w nagraniach wzięli udział m.in. Piotr Cugowski, Bartek Królik, Tomson, Chvaściu, Ceen (Silesian Sound), Kama oraz Ekonom - członek zespołu Fenomen.
Produkcji nagrań podjęli się O.S.T.R., SoDrumatic, Ariel, Zbylu, BezTwarzy oraz Młody Gro. W celu promocji albumu wydano dwa utwory pt. "Dzięki za życie" i "Nie zazdroszczę" oraz udostępniono płytę do odsłuchu na oficjalnym kanale YouTube wytwórni Prosto.

## Lista utworów
Opracowano na podstawie źródła.
1. "Macie więcej"
2. "Dzięki za życie" (gościnnie: Chvaściu, Ceen)
3. "1 milion"
4. "Gorączka warszawskiej nocy" (gościnnie: Tomson)
5. "Hej brat" (gościnnie: Bartek Królik)
6. "Nie zazdroszczę"
7. "Haj" (gościnnie: Kama, Młody GRO)
8. "Taki będę" (gościnnie: Piotr Cugowski)
9. "Wolność"
10. "Nigdy Ci tego nie mówiłem" (gościnnie: Ekonom)
11. "Nawijamy"
12. "O sobie"
13. "Dać światu znak"